# Черняевский сельсовет (Дагестан)
Черняевский сельсовет — административно-территориальная единица и муниципальное образование со статусом сельского поселения в Кизлярском районе Дагестана Российской Федерации.
Административный центр — село Черняевка.

## Населённые пункты
На территории сельсовета находятся населённые пункты:
1. село Черняевка
2. село Украинское
3. село Сар-Сар
4. село Большекозыревское
5. село Нововладимирское
6. село Курдюковское
7. поселок ПМК-5

## Население
| 2002  | 2010  | 2012  | 2013  | 2014  | 2015  | 2016  |
| ----- | ----- | ----- | ----- | ----- | ----- | ----- |
| 3989  | ↗4166 | ↘4111 | ↘4081 | ↗4131 | ↘4112 | ↘4104 |
| 2017  | 2018  | 2019  | 2020  | 2021  | 2023  | 2024  |
| ↗4105 | ↗4109 | ↘4085 | ↗4097 | ↗4250 | ↗4280 | ↗4353 |
| 2025  |       |       |       |       |       |       |
| ↘4339 |       |       |       |       |       |       |